# Nicejsko-carigradsko vjerovanje
Nicejsko-carigradsko vjerovanje, također Nicejsko-carigradski simbol vjere, najrašireniji je tekst Vjerovanja u kršćanskim Crkvama. Prihvaćeno je 381. na Prvom carigradskom saboru, a predstavlja proširenje ranijeg Nicejskog vjerovanja koje je prihvaćeno 325. na Prvom nicejskom saboru.
Ovo Vjerovanje, kao sažeti izričaj svoje vjere prihvaćaju Rimokatolička Crkva, Pravoslavne Crkve, Istočne pravoslavne Crkve, Asirska Crkva Istoka, Engleska crkva, Luteranske crkve i većina ostalih protestanata.

## Povijest nastanka
U nastojanju da odgovori na Arijev nauk, Prvi nicejski sabor proglasio je Nicejsko vjerovanje, koje je već imalo trojstveni (trinitarni) oblik, to jest ipovijedalo je vjeru u jednoga Boga - Oca, Sina i Duha Svetoga. Ipak, najviše se bavilo time kako kršćani shvaćaju Sina, jer je Arije negirao istobitnost Oca i Sina. O Duhu Svetom postojala je tek kratka rečenica: »Vjerujemo u Duha Svetoga.«
Nakon Prvog nicejskog sabora arijanstvo je ponovno počelo jačati, a pojavili su se i sljedbenici carigradskog biskupa Makedonija I. koji su nijekali božanstvo Duha Svetoga. Kasnije su nazvani pneumatomasi (duhoborci). Kao odgovor na ta učenja sazvan 381. je Prvi carigradski sabor na kojem je potvrđeno Nicejsko vjerovanje, te je proširen onaj njegov dio koji govori o Duhu Svetomu. Po tome je ovo vjerovanje i nazvano Nicejsko-carigradsko, premda će ga se nazivati i jednostavno Nicejskim vjerovanjem, jer se na njega nije gledalo kao na neko novo vjerovanje, nego samo kao na tumačenje Nicejskoga. U sastavljanju teksta ovog vjerovanja osobitu su ulogu imali Kapadočani: sveti Bazilije Veliki, sveti Grgur Nazijanski i sveti Grgur Niški.

## Analiza teksta
Tekst Nicejsko-carigradskog vjerovanja ( izvorni tekst na WikIzvoru: Nicejsko-carigradsko vjerovanje (izvorno)), kako ga je proglasio Prvi carigradski sabor, donosi i nešto stilskih i sadržajnih pormjena u tekstu Nicejskog vjerovanja. Ponajprije, u članku koji govori o Ocu, osim što se kaže da je on stvoritelj svega vidljivoga i nevidljivoga, rečeno je i da je stvoritelj neba i zemlje.
U članku koji govori o Sinu izbjegnuta su suvišna ponavljanja, a dodana je tvrdnja da se Sin utjelovio »po Duhu Svetom, od Marije Djevice«, pridodan je i spomen njegova razapinjanja »pod Poncijem Pilatom« i činjenica da je bio »pokopan«, te da se uskrsnuće dogodilo »po Svetom pismu.« Osim toga, naglašeno je da u slavi »sjedi zdesna Ocu«, te da »njegovu kraljevstvu neće biti kraja.« Time se, osim stilskog poboljšanja teksta, postigla i veća konkretnost u govoru o Kristovu utjelovljenju, spominjanjem pojedinih osoba poimenično, a naglašena je i vječnost njegova gospodstva. Ovaj posljednji dodatak uključen je u Vjerovanje kako bi se odgovorilo na krivovjerje pripisivano Marcelu, biskupu Ancyre (današnje Ankare, koji nije priznavao vječnost prisutnosti božanstva u Sinu, nego je tvrdio da je uskrsnućem Sin ponovno sasvim stopljen s Ocem i postao jedna osoba.
Najveće promijene doživio je, naravno, treći članak, onaj o Duhu Svetom, koji je i proširen kako bi se odgovorilo na naučavanje pneumatomaha. Nakon početne izjave vjere u Duha Svetoga, koja je postojala i u Nicejskom vjerovanju, ovaj simbol vjere i Duhu Svetom daje božanski naslov »Gospodin«, te pridodaje: »životvorac«, što ga bitno združuje u stvaralački Božji čin. Ipak, ovo Vjerovanje ne koristi izraz »istobitan« za Duha, kao što ga koristi za Sina. Bez obzira na to, iz dodanoga teksta jasno proizlazi ta istobitnost. Tako se za Duha Svetoga kaže da »izlazi od Oca«, te da »se s Ocem i Sinom skupa časti i zajedno slavi« i pojašnjava se da je taj Duh »govorio po prorocima.«

## Kasnija povijest
Treći ekumenski sabor, onaj održan u Efezu 431. godine potvrdio je tekst Nicejsko-carigradskog vjerovanja i odredio da se u njega ne smiju unositi promjene, te da ne može biti zamijenjeno nekim drugim vjerovanjem.

### Pitanje »Filioque«
Na Zapadu je u tekst Nicejsko-carigradskog vjerovanja vrlo rano uključen i tekst koji se obično navodi pod latinskim nazivom »Filioque«, što znači »i Sina.« To je dodano u tekstu o Duhu Svetom, za kojega se tako kaže da »izlazi od Oca i Sina«,  što je postao i službeni tekst Nicejsko-carigradskog vjerovanja na Zapadu ( izvorni tekst na WikIzvoru: Nicejsko-carigradsko vjerovanje). Ovaj je dodatak prvi puta umetnut 447. godine u Toledu, u današnjoj Španjolskoj, čime se htjelo suprotstaviti arijanskoj vjeri vizigotskog plemstva. Takav se tekst potom proširio i Francuskom, pa je Karlo Veliki 809. sazvao sabor u Aachenu, na kojem je papa Lav III. zabranio uoprabu dodatka »Filioque« ne želeći stvarati razlike s Bizantom. S druge strane, Karlo Veliki nije priznavao moć bizantskih careva nad Zapadom, pa je inzistirao na tome da su zapravo istočnjaci izmijenili Vjerovanje. 1014. kad je u Rimu Henrik II. krunjen za cara, u liturgiji je bio uključen i tekst s »Filioque.« Na Drugom lionskom saboru 1274. taj je tekst i službeno uključen u Vjerovanje zapadne Crkve.
Pitanje dodatka »Filioque« bit će jedan od povoda Velikog raskola 1054., a pravoslavni kršćani do danas optužuju Zapad da je izmijenio izvorno Vjerovanje, dok Rimokatolička Crkva drži da je samo riječ o tumačenju, a ne o nekom novom ili drugačijem vjerovanju. Mnogi pravoslavni teolozi drže da je ovim dodatkom Katolička Crkva upala u herezu.
Kod Anglikanaca koji su, kao dio Zapada, koristili »Filioque« u svome Vjerovanju, danas prevladava mišljenje da u novim liturgijskim knjigama taj dodatak treba ispustiti.